# Palazzo Abatellis

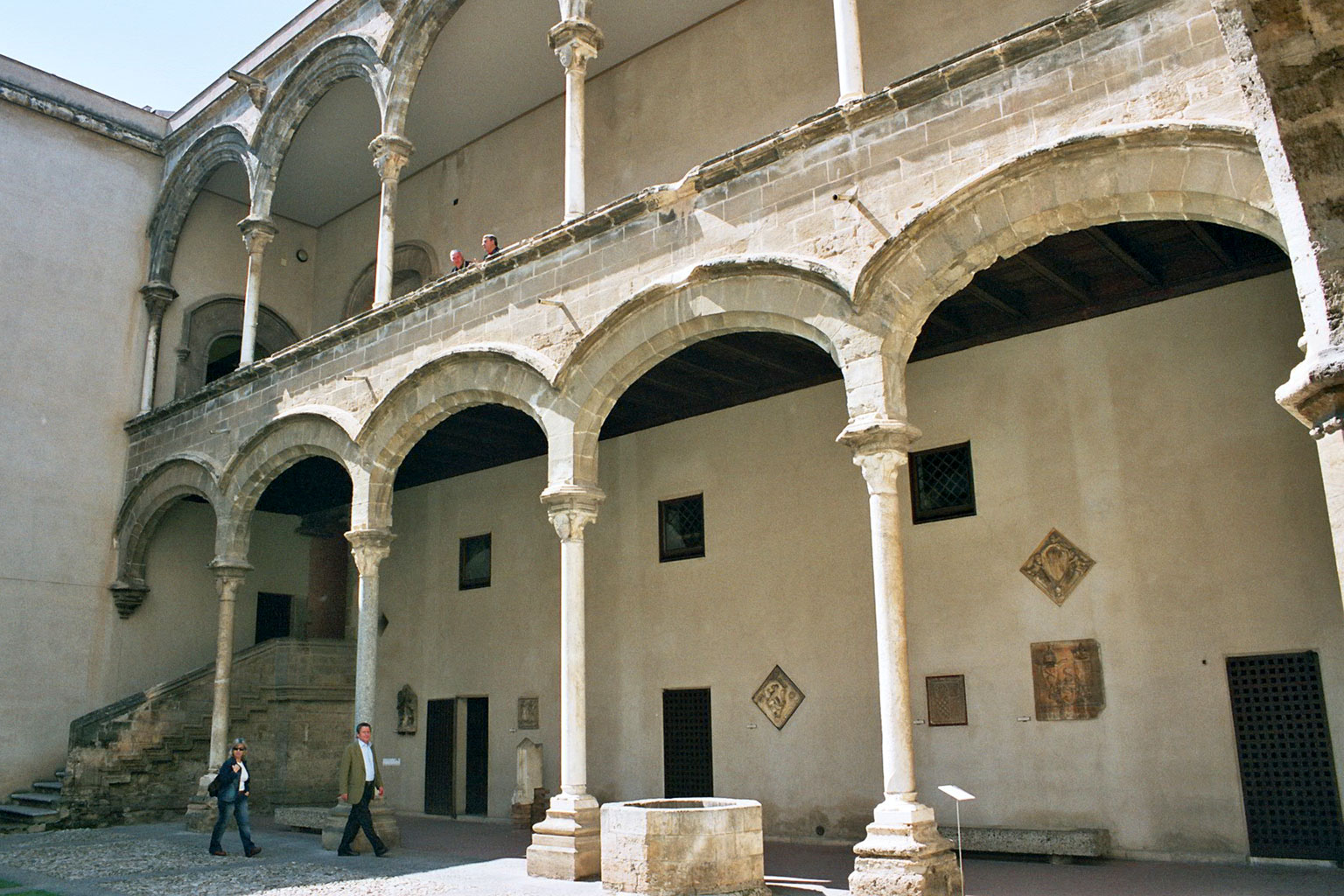
Palermo. Palazzo Abatellis

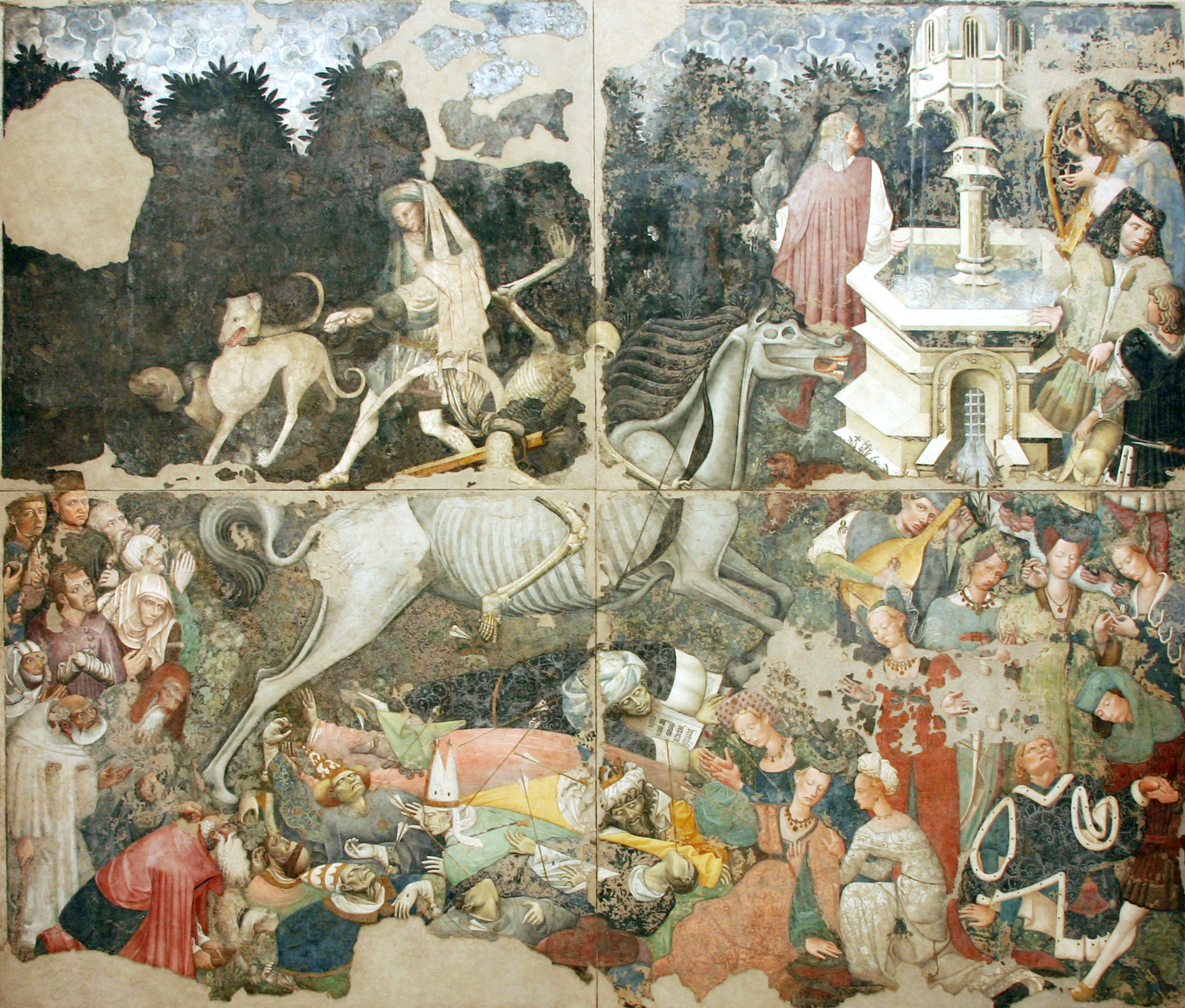
Maestro del Trionfo della Morte, Triunfo de la Muerte, 600x642 cm., comienzo del.

El palazzo Abatellis se encuentra situado en la localidad italiana de Palermo. El edificio, del siglo XV, es obra de Matteo Carnilivari es un magnífico ejemplo del estilo gótico.  El palacio alberga las 16 salas de la Galleria regionale della Sicilia. 

## El monasterio
Los Abatellis al no tener herederos, ordenaron que se fundara un monasterio de mujeres bajo el título de Santa Maria della Pietà. Luego, en mayo de 1526, un grupo de Hermanas de la orden dominica, procedentes del monasterio de Santa Caterina, se mudaron al palacio. Sufrió muchos ajustes para adecuarlo a las necesidades de la vida monástica, y las diferentes alas se dividieron para crear células y pasillos. Fuera de las ventanas se modificaron y se quitaron las columnas intermedias y, a veces incluso elementos decorativos. El edificio tomó el nombre de "monasterio de Portulano".
Para las necesidades de la comunidad religiosa, fue necesario construir una capilla que se construyó en el lado izquierdo del edificio, ocultando una de las fachadas. Esta capilla fue construida entre 1535 y 1541 por el arquitecto Antonio Belguardo y tomó el nombre de "iglesia de S. Maria della Pietà". En el siglo XVII con la construcción de una iglesia más grande (la actual iglesia de Santa Maria della Pietà) con entrada principal por Via Butera, la capilla fue abolida y dividida en varias salas. La parte delantera con la entrada en Via Alloro se usó como salón, mientras que la parte trasera se convirtió en almacenes y se quitó el altar, abriendo una puerta de acceso en la pared del ábside.
Durante la noche del 16 al 17 de abril de 1943, el edificio fue alcanzado durante un bombardeo aéreo y colapsó la galería, el pórtico, todo el ala suroeste y la pared de la torre oeste.

## El museo

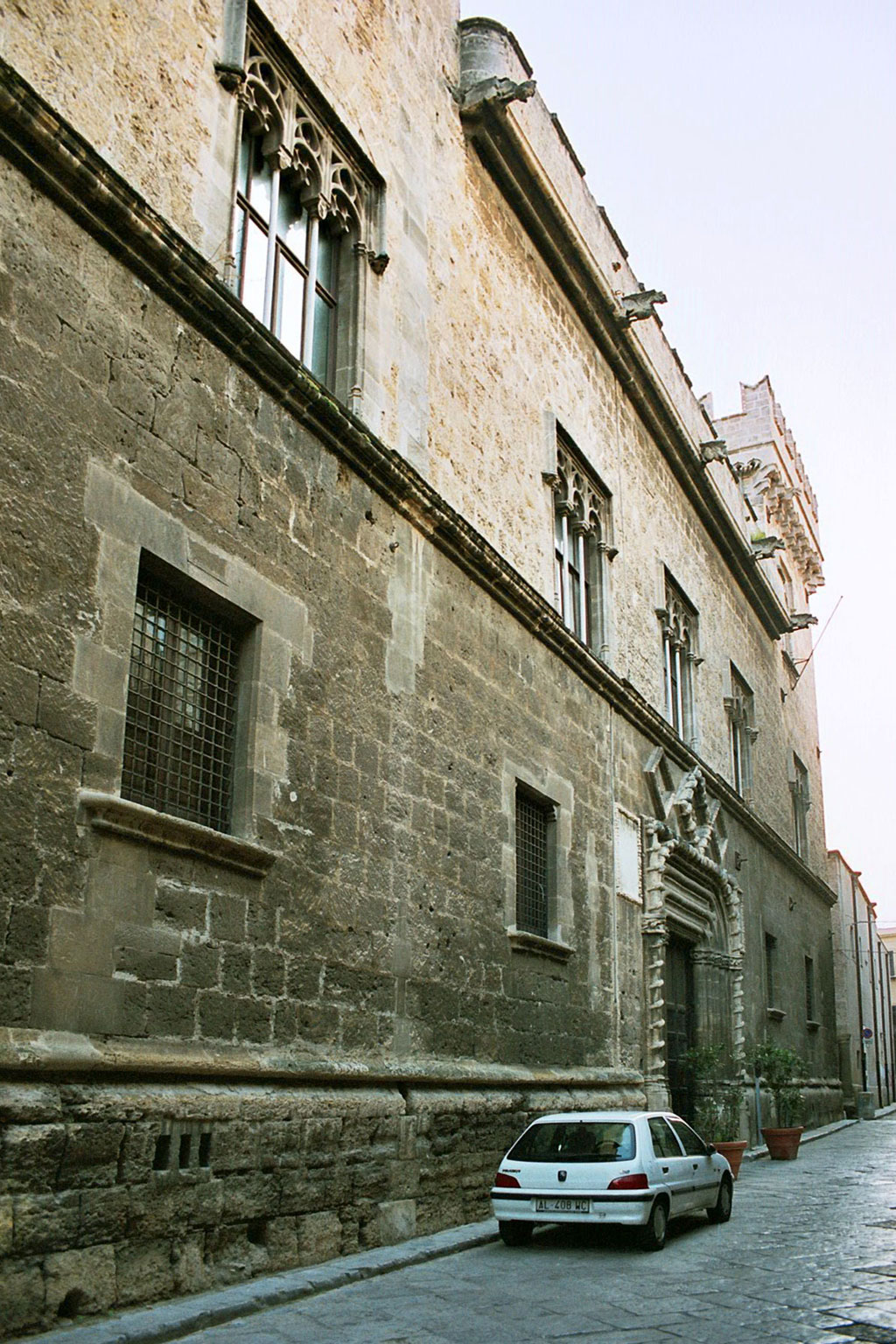
Exterior del palacio.

Después de la guerra, se decidió proporcionar su restauración y transformar el edificio en "Galería de arte para las colecciones de arte medieval". Antes de las obras el edificio formaba parte de la galería de arte de la Universidad Real y, a partir de 1866 en adelante, mostraba las colecciones del Museo Nacional de Palermo.
La Superintendencia de Monumentos confió al arquitecto Mario Guiotto y más tarde al arquitecto Armando Dillon los trabajos de consolidación y restauración. Se quitaron las divisorias y se reconstruyeron el pórtico, la logia y la sala central de la cual se había derrumbado el techo. Estas obras se completaron a mediados de 1953 y después fue llamado Carlo Scarpa para tratar la construcción y equipamiento de la Galería que fue abierta al público el 23 de junio de 1954. Scarpa también hizo varias adaptaciones de estas restauraciones para las necesidades del museo.
En 1977, las competencias del patrimonio cultural pasaron a la región siciliana y la Galería se hizo regional.

El 4 de febrero de 2008, el museo se cerró temporalmente para trabajos de restauración, y el 12 de noviembre de 2009 se volvió a abrir. Reteniendo el trabajo de Scarpa, las alas nuevas (las nuevas habitaciones verdes y rojas) se han revisado y abierto en los pisos superiores, incluida una terraza en la azotea.

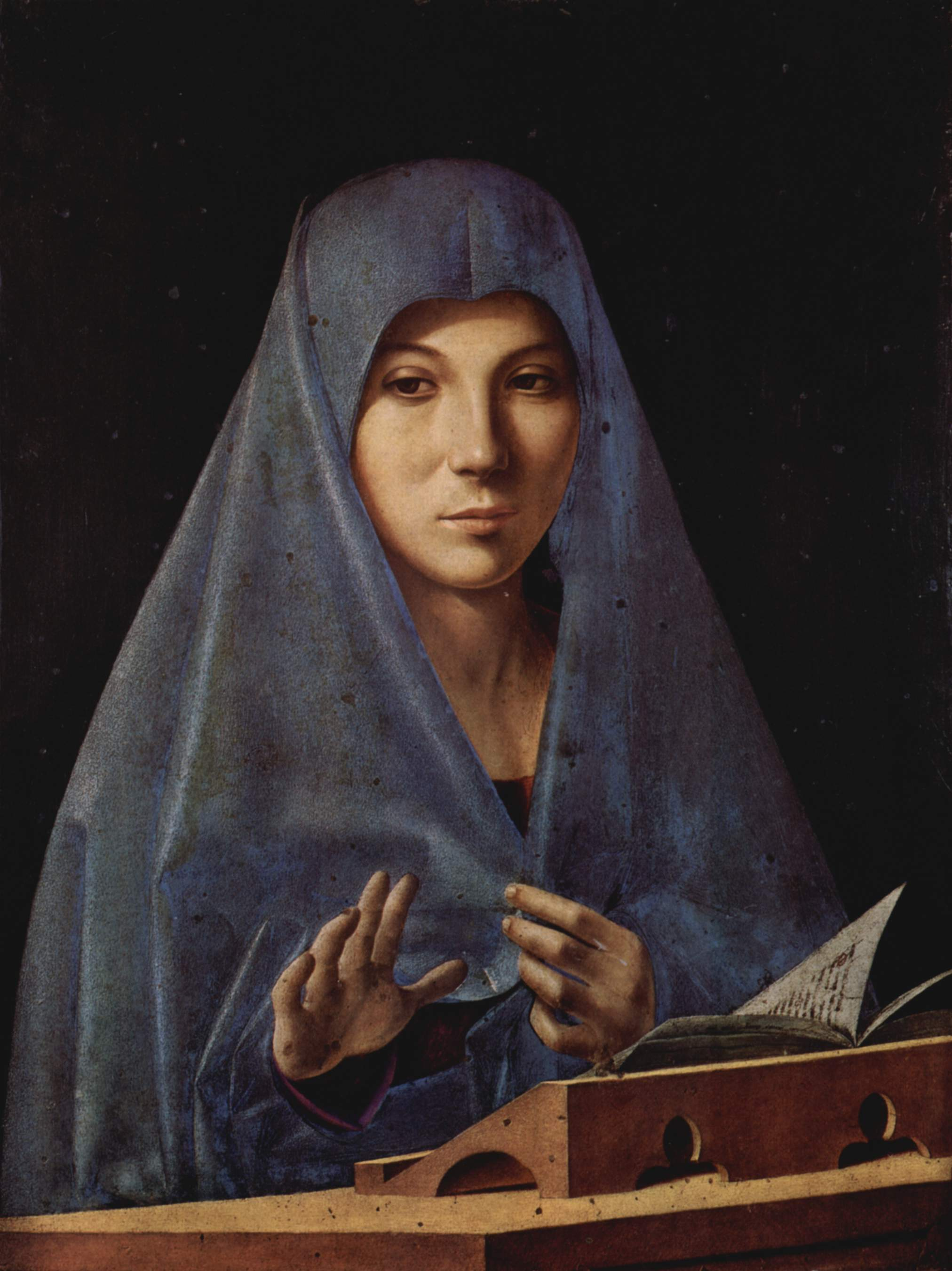
Antonello da Messina - Virgin Annunciate - Galleria Regionale della Sicilia, Palermo, témpera sobre madera, 45 x 34.5 cm

## Las salas de exposición

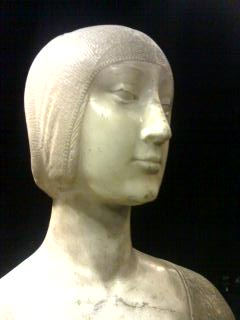
Eleonora d'Aragona de Francesco Laurana

En los pasillos de la galería se encuentran obras procedentes de adquisiciones, donaciones e incluso de la confiscación de los activos de los cuerpos religiosos suprimidos en 1866.
En la planta baja se encuentran entre muchas obras de la más alta calidad, las piezas de madera a la talla del siglo XII y esculturas de los siglos XIV y XV, incluyendo algunas de Antonello Gagini como la Anunciación y Retrato de un hombre joven y de Domenico Gagini como la Virgen de la leche, azulejos pintados con brillo metálico de los siglos XIV y XVII, el busto de una dama de Francesco Laurana (siglo XV), conocida como Leonor de Aragón, y paneles de techos pintados de madera.
En la Sala II, se expone el gran fresco extraordinario del Triunfo de la muerte (que se remonta probablemente a 1445 y los años siguientes), del Palazzo Sclafani. Se expone en la antigua capilla con una iluminación de techo de gran impacto visual. La muerte en un caballo esquelético imrumpe en un jardín y siembra el caos con flechas mortales entre los juerguistas jóvenes y las doncellas nobles, después de haber sembrado la muerte en la jerarquía terrenal, laicos y religiosos, papas y emperadores, cuyos cuerpos se encuentran ahora sin vida, para casi burlarse del grupo de miserables y abandonados que también la invoca.

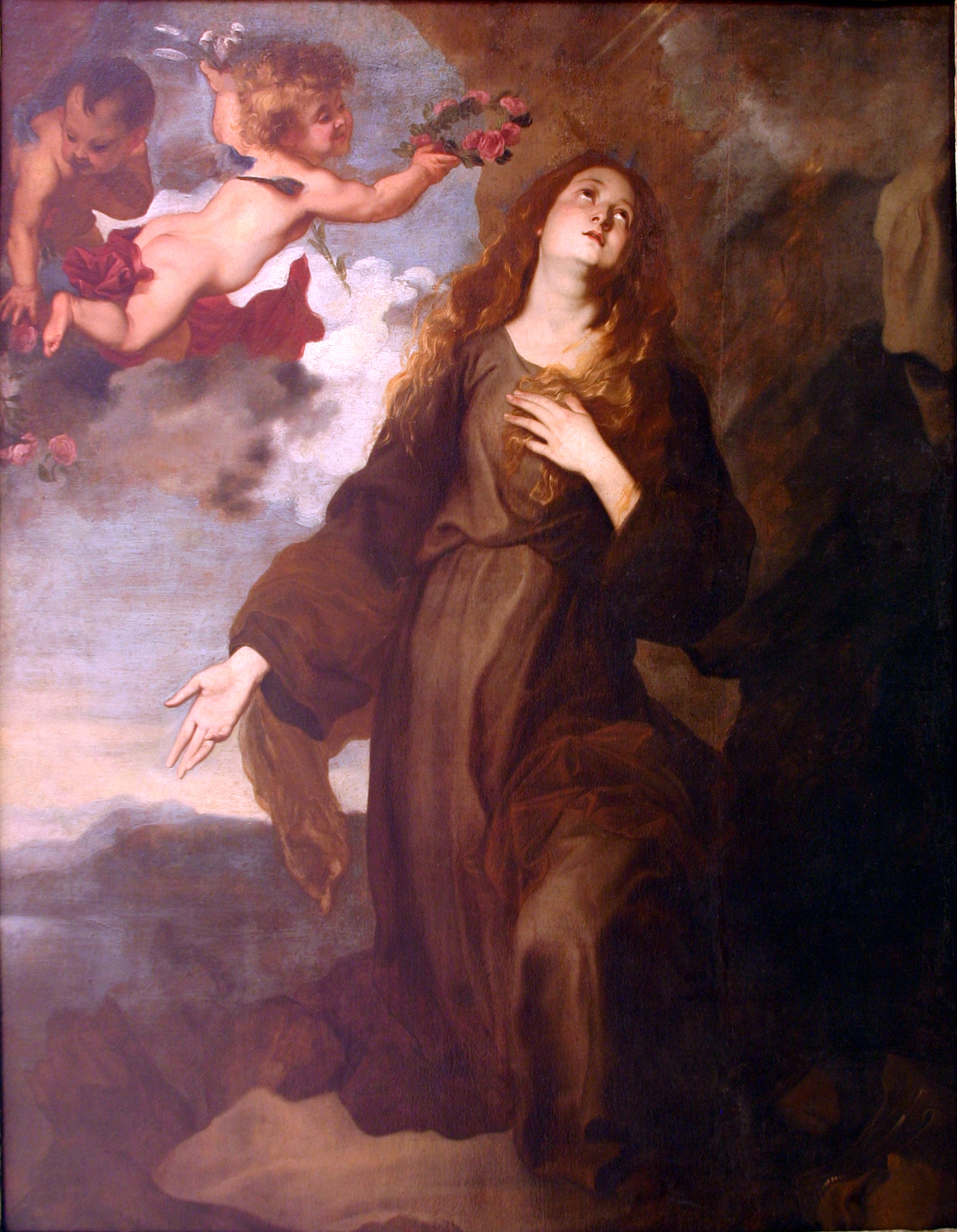
Santa Rosalía - Anton Van Dyck - Palazzo Abatellis - Palermo

En el primer piso, la obra más importante es, sin duda, la Annunziata de Antonello da Messina (siglo XV). Una obra maestra absoluta, considerada un auténtico "icono" del Renacimiento italiano, que se encuentra en la Sala X, conocida como la Sala Antonello. La Virgen es atrapada en el instante supremo de la Anunciación (el ángel se para frente a ella pero es invisible). El gesto de la mano, el trapecio del manto, la claridad de las formas y la mirada magnética realzan la figura devolviéndole una belleza abstracta. En la misma sala, junto a ella se encuentran otras obras de Antonello: las tablas con las imágenes de tres Doctores de la Iglesia que fueron las cúspides de un políptico desaparecido.
Antes de encontrarse con la sala dedicada a Antonello, dentro de las salas de la planta principal de la Galería Regional se puede admirar "La última cena" del artista catalán Jaume Serra, la "Exposición de cruces", donde hay la cruz pintada por Pietro Ruzzolone y la del Maestro de Galatina y la antigua colección de la galería de arte, en su mayoría de iglesias y conventos de la ciudad, con obras como la "Virgen de la humildad" de Bartolomeo Camulio (sala VII), la Coronación de la Virgen de Riccardo Quartararo (sala XI) y las pinturas del siglo XVI de Antonello Crescenzio.
La Sala XIII contiene una valiosa serie de pinturas flamencas que datan de los siglos XV y XVI. La perla de la colección es, sin duda, el tríptico Malvagna de Jan Gossaert. Es una obra miniaturista que representa a una Virgen con un niño entre ángeles, Santa Caterina d'Alessandria y Santa Dorotea, mientras que en la parte posterior del panel está el emblema de la familia Lanza. Otra obra característica de la sala flamenca es la deposición de Jan Provost.

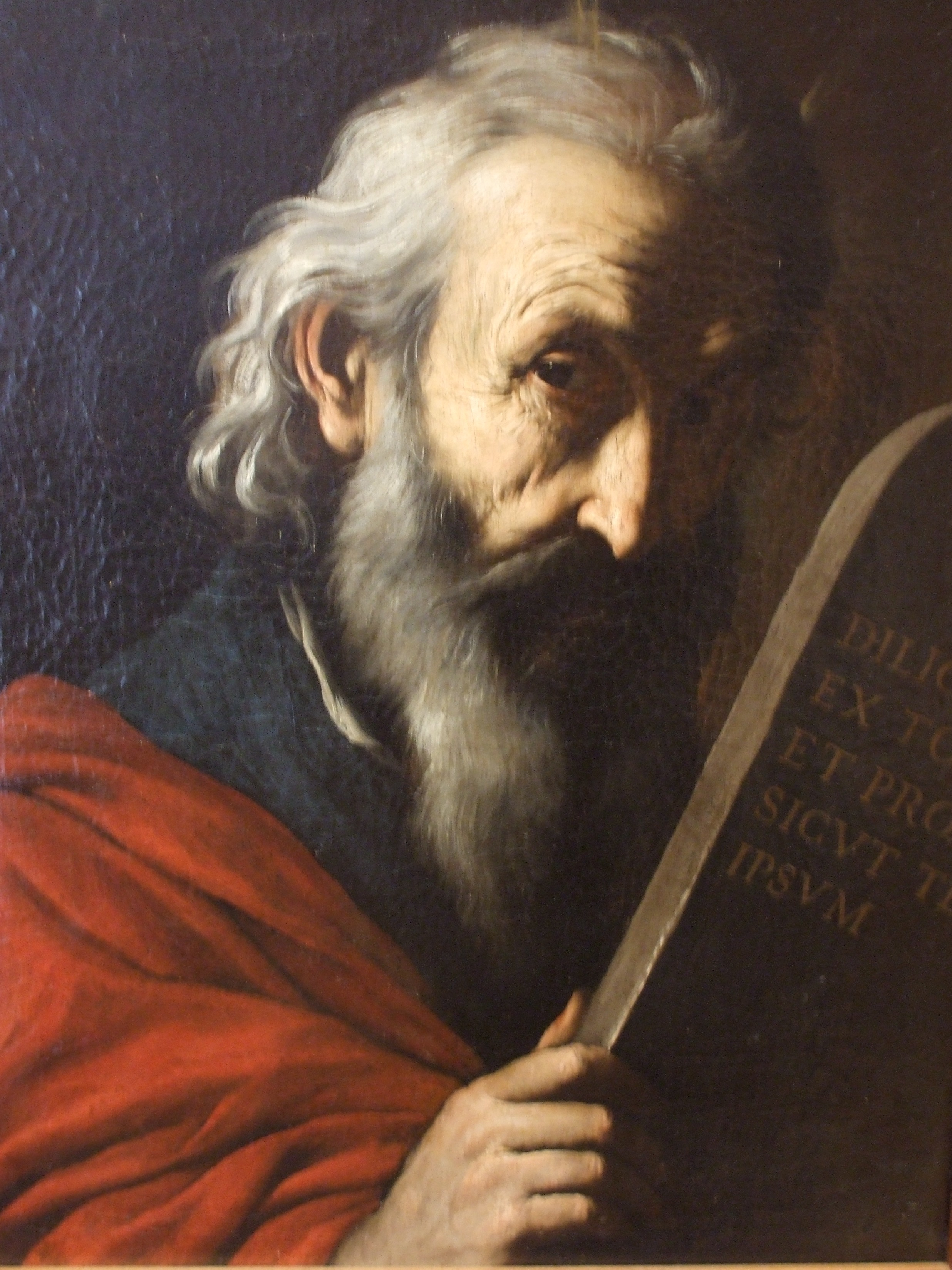
Moisés, Pietro Novelli

Las últimas salas (XV, XVI y XVII) en esta planta tienen pinturas de Vincent de Pavía, Jacopo Palma el Viejo, pinturas de carácter mitológico como Andrómeda liberada por el Cavalier d'Arpino, Perseo y Venus y Adonis de Francesco Albani y las obras más significativas del manierismo Michelenjalesco, con pinturas de Giorgio Vasari, Girolamo Muziano y Marco Pino.
Los nuevos espacios del museo (sala verde y sala roja) se distribuyen en dos plantas, presentando una importante colección del manierismo siciliano tardío, pintura y realismo del siglo XVII. El área verde muestra las obras de finales del manierismo, a través de la producción de artistas sicilianos activos en el cambio de los siglos XVI y XVII: Giuseppe Alvino, Gaspare Bazzano y Pietro D'Asaro. Otras obras importantes incluyen San Francesco y L'estasi di Santa Caterina, de Filippo Paladini.
Para concluir la exposición de la sala verde, hay que destacar una obra maestra de la orfebrería palermitana del 600, el Balón de Oro, gran custodia en oro, de plata dorada, esmalte y diamantes.
En las salas rojas concluye el museo, con un extremadamente valioso componente del Caravaggismo, con el autor francés Simon Vouet de Santa Agata en prisión visitada por San Pedro, y el Amore durmiente napolitano Giovanni Battista Caracciolo, pero también una buena copia de autor desconocido de la Cena en Emmaus del Caravaggio, versión de la que está Galería Nacional de Londres.
Las principales obras de esta sala son las pinturas de Anton Van Dyck: "Santa Rosalía coronada por ángeles", "La Virgen con el niño" y la "Lamentación" que se le atribuye. El pintor flamenco que al verse en Palermo en los terribles días de la peste de 1624, propuso una nueva iconografía y seguramente influyó en las siguientes décadas en la obra de Pietro Novelli del que podemos mencionar la muy valiosa Moisés, la Coronación de San Casimiro, San Pedro liberado de la prisión y el espléndido retablo llamado Comunión de Santa María Magdalena.
Siguiendo en la misma sala, el desarrollo de la cultura figurativa del siglo XVII, entre las obras más importantes que hay mencionar destacan entre los extranjeros, las pinturas del flamenco Matthias Stom y del español Josep de Ribera, conocido como el "Españoleto", mientras que entre los italianos pinturas de raras belleza como son La Maddalena de Andrea Vaccaro, el Tormento de Tycius de Cesare Fracanzano. El cierre de la ruta de la exposición está dedicado a la línea más marcadamente barroca que se desarrolla a través de las pinturas de Mattia Preti, Agostino Scilla y Luca Giordano.